# Феллон (округ, Монтана)
Шаблон:StateAbbr_ 46°21′ пн. ш. 104°25′ зх. д. / 46.35° пн. ш. 104.41° зх. д.
Округ  Феллон (англ. Fallon County) — округ (графство) у штаті  Монтана, США. Ідентифікатор округу 30025.

## Історія
Округ утворений 1913 року.

## Демографія
За даними перепису 
2000 року 
загальне населення округу становило 2837 осіб, усе сільське.
Серед мешканців округу чоловіків було 1434, а жінок — 1403. В окрузі було 1140 домогосподарств, 804 родин, які мешкали в 1410 будинках.
Середній розмір родини становив 2,96.
Віковий розподіл населення поданий у таблиці:
| Стать    | До 15 років | 15-21 | 22-29 | 30-39 | 40-49 | 50-65 | 65-85 | Понад 85 |
| -------- | ----------- | ----- | ----- | ----- | ----- | ----- | ----- | -------- |
| Чоловіки | 297         | 159   | 100   | 163   | 266   | 216   | 217   | 16       |
| Жінки    | 259         | 126   | 94    | 163   | 243   | 243   | 229   | 46       |

## Суміжні округи
- Вайбо — північ
- Голден-Веллі, Північна Дакота — північний схід
- Слоуп, Північна Дакота — схід
- Баумен, Північна Дакота — схід
- Гардінґ, Південна Дакота — південний схід
- Картер — південь
- Кастер — захід
- Прері — північний захід

## Виноски
1. ↑  US Decennial Census. US Census Bureau. Архів оригіналу за 26 квітня 2015. Процитовано 28 листопада 2014.
2. ↑  Historical Census Browser. University of Virginia Library. Архів оригіналу за 11 серпня 2012. Процитовано 28 листопада 2014.
3. ↑  Population of Counties by Decennial Census: 1900 to 1990. US Census Bureau. Процитовано 28 листопада 2014.
4. ↑  Census 2000 PHC-T-4. Ranking Tables for Counties: 1990 and 2000 (PDF). US Census Bureau. Процитовано 28 листопада 2014.
5. ↑  State & County QuickFacts. US Census Bureau. Архів оригіналу за 6 червня 2011. Процитовано 15 вересня 2013. [Архівовано 2011-06-06 у Wayback Machine.](англ.) Наведено за англійською вікіпедією.
6. ↑  American FactFinder. Бюро перепису населення США. Архів оригіналу за 26 лютого 2012. Процитовано 31 січня 2008. [Архівовано 2008-05-21 у Wayback Machine.]

| США | Це незавершена стаття з географії США. Ви можете допомогти проєкту, виправивши або дописавши її. |